# Sulfide hóa
Sulfide hóa là quá trình gắn các ion sulfide vào phân tử hoặc vật liệu. Quá trình này được sử dụng rộng rãi để biến đổi oxit thành sulfide. Sulfide hóa cũng liên quan đến ăn mòn và biến đổi bề mặt.

## Hoá học vô cơ, vật liệu và hóa học hữu cơ
Sulfide hóa liên quan đến sự hình thành các khoáng chất sulfide.
Một ứng dụng trên quy mô lớn của quá trình sulfide hóa là sự chuyển đổi các oxit của molypden thành các muối sulfide tương ứng. Chuyển đổi này là một bước trong việc chuẩn bị các chất xúc tác cho quá trình HDS (hydrodesunfurization, hoạt động loại bỏ lưu huỳnh bằng khí H2) trong đó nhôm oxit ngâm tẩm với muối molypden để chuyển thành molypden disulfide dưới tác dụng của hydro sulfide.
Trong hóa học cơ - lưu huỳnh, quá trình gắn lưu huỳnh và hợp chất còn được gọi là thiation (với thio- là tiền tố chỉ nguyên tố lưu huỳnh). Điều chế thioamit từ amit liên quan đến quá trình thiation. Một thuốc thử điển hình là phosphor pentasulfide (P4S10). Phương trình lý tưởng hóa cho việc chuyển đổi này là:
RC(O)NH2 + 1/4 P4S10  →  RC(S)NH2 + 1/4 P4S6O4
Quá trình này không bao gồm phản ứng oxy hóa khử.

## Sự sulfide hóa kim loại
Nhôm làm tăng khả năng chống sulfide hóa cho các hợp kim của sắt. Quá trình sulfide hóa wolfram gồm nhiều bước. Bước đầu tiên là phản ứng oxy hóa, biến wolfram thành hợp chất dạng NaxWO3 (có màu đỏ của đồng) trên bề mặt vật thể. Lớp phủ này tiếp tục phản ứng và tạo thành hợp chất sulfide.
Trong sản xuất, quá trình sulfide hóa được biểu hiện qua sự ăn mòn sulfide của đường ống bằng kim loại. Trong thép không gỉ, oxit crom hình thành do quá trình oxy hóa của crom được tìm thấy trong hợp kim giúp thép không bị ăn mòn do sự sulfide hóa.
Quá trình sulfide hóa lỏng cũng đã được sử dụng trong sản xuất màng kim cương nhân tạo. Những màng này được sử dụng để phủ lên bề mặt, làm giảm sự mài mòn do ma sát. Quá trình sulfide hóa trong quy trình đã được chứng minh giúp làm giảm hệ số ma sát của màng dlc.